# Mallam Yahaya
Mallam Yahaya (né le 31 décembre 1974 à Kumasi au Ghana) est un footballeur international ghanéen, qui évolue au poste de milieu de terrain et d'attaquant.

## Biographie

### Carrière en sélection
Avec l'équipe du Ghana, il joue 12 matchs (avec un but inscrit) entre 1995 et 2000. Il figure notamment dans le groupe des sélectionnés lors de la CAN de 1996.
Il participe également aux JO de 1996. Lors du tournoi olympique, il joue 3 matchs et atteint le stade des quarts de finale.

### Carrière d'entraineur
- oct. 2012-déc. 2012 :  King Faisal Babes
- depuis nov. 2016 :  New Edubiase United FC